# Shuhei Nishida
Shuhei Nishida, född 21 mars 1910 i Nachi i Wakayama, död 13 april 1997 i Tokyo, var en japansk friidrottare.
Nishida blev olympisk silvermedaljör i stavhopp vid sommarspelen 1932 i Los Angeles och 1936 i Berlin.